# Психеделичен рок
Психеделичният рок е стил в рок музиката, вдъхновен и повлиян от психеделичната култура и стремящ се да пресъздаде и усили изживяванията при употреба на психеделични дроги. При него често се използват иновативни звукозаписни техники и ефекти и се усеща влиянието на неевропейски източници, като индийската музика.
Сред пионерите на психеделичния рок са известни групи като Бийтълс, Бърдс и Ярдбърдс, като стилът окончателно се оформя в средата на 60-те години сред британските и американски групи, като Грейтфул Дед, Джеферсън Еърплейн, Джими Хендрикс Икспириънс, Крийм, Дорс и Пинк Флойд. Той достига върха си в периода между 1967 и 1969 година с Лятото на любовта и фестивала Удсток, превръщайки се в международно музикално движение, свързано с широкото разпространение на контракултурата. През следващите години започва да губи влияние, като промяната в настроенията, смъртта на няколко ключови представители на стила и движението за връщане към традиционните ценности карат оцелелите изпълнители да се насочат към нови стилистични области.
Психеделичният рок оказва влияние върху формирането на психеделичния поп и психеделичния соул. Той е също и част от прехода от ранния базиран на блус и фолк музиката рок към прогресив рока, глем рока и хардрока, а оттам повлиява развитието на стилове като хевиметъла. От края на 70-те години психеделичният рок става основа на различни нови форми, наричани неопсихеделия.

## Групи
- Дорс
- Велвет Ъндърграунд
- Химера